# Gabriela Trușcă
Gabriela Trușcă (Bacău, 15 agosto 1957) è un'ex ginnasta rumena, medaglia d'argento ai Giochi olimpici di Montréal nel 1976.